# Henry und Emma Budge-Stiftung

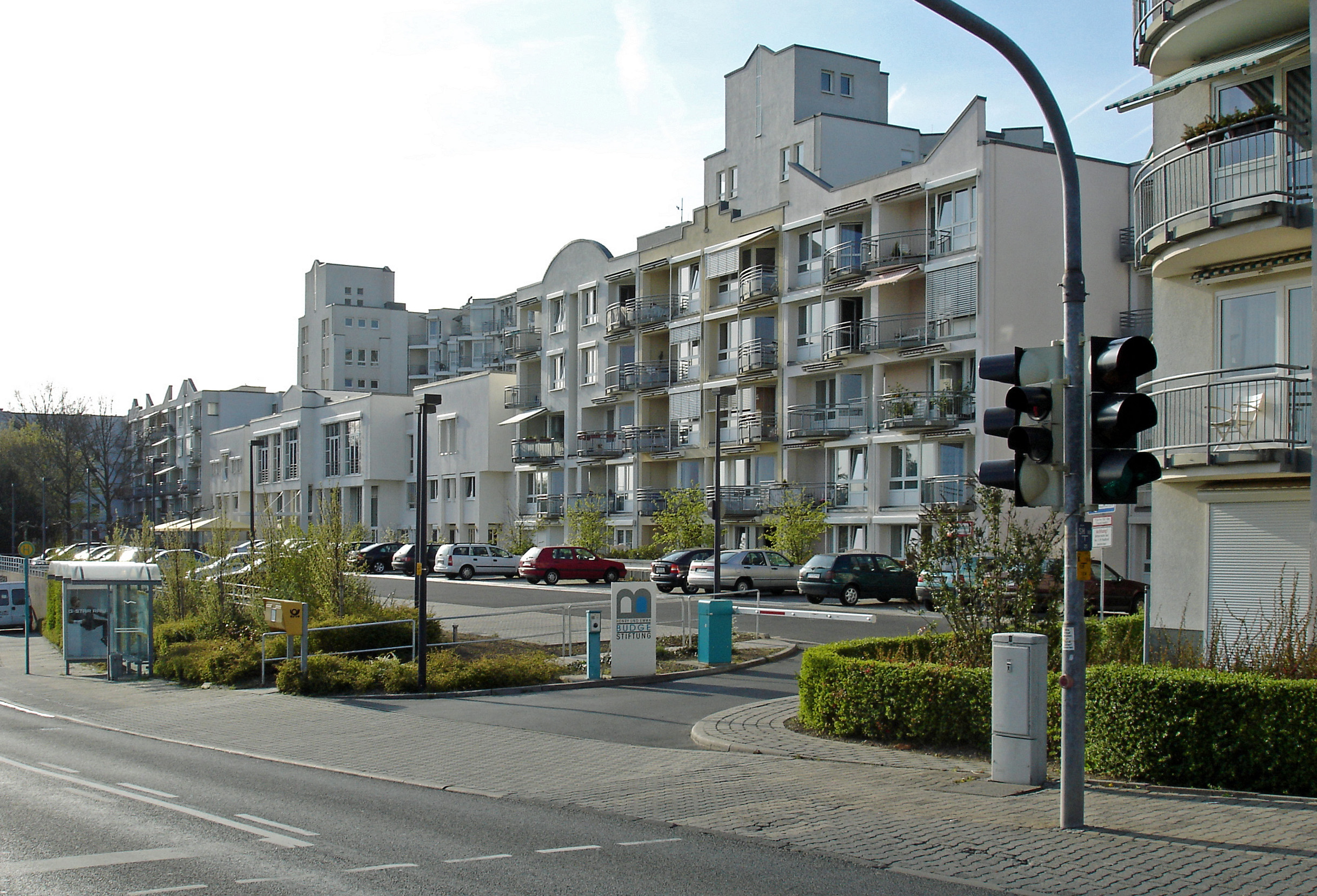
Straßenseite des Seniorenheims

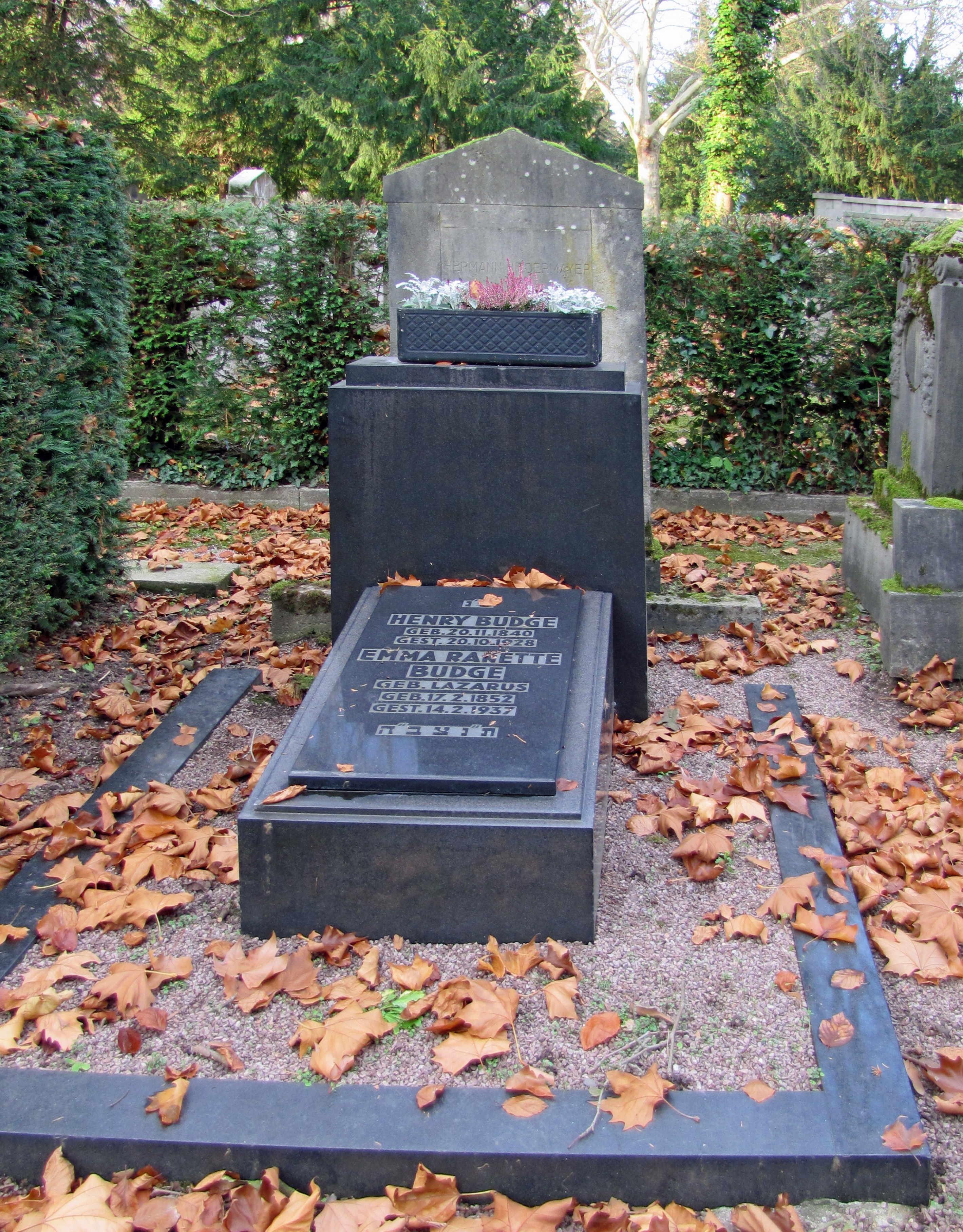
Grab auf dem Friedhof an der Rat-Beil-Straße in Frankfurt am Main

Die Henry und Emma Budge-Stiftung in Frankfurt am Main ist eine gemeinnützige Einrichtung, die seit ihrer Gründung im Jahr 1920 ältere, Unterstützung benötigende jüdische und christliche Menschen betreut. Als europaweit einzige Einrichtung ihrer Art gilt für die Budge-Stiftung satzungsgemäß eine jüdisch-christliche Gleichstellung.

## Geschichte
Gegründet wurde die Stiftung vom jüdischen Ehepaar Henry Budge (20. November 1840 – 20. Oktober 1928) und Emma Budge, geborene Lazarus (17. Februar 1852 – 14. Februar 1937) am 20. November 1920 in Lugano. Der ursprüngliche Stiftungszweck bestand in der Errichtung eines Erholungsheims für Juden und Christen in der Umgebung von Frankfurt am Main. Auf Bitten des Frankfurter Magistrats wurde dieser Zweck im Jahr 1928 in den Erwerb und Bau eines Altenheims für den Mittelstand geändert.

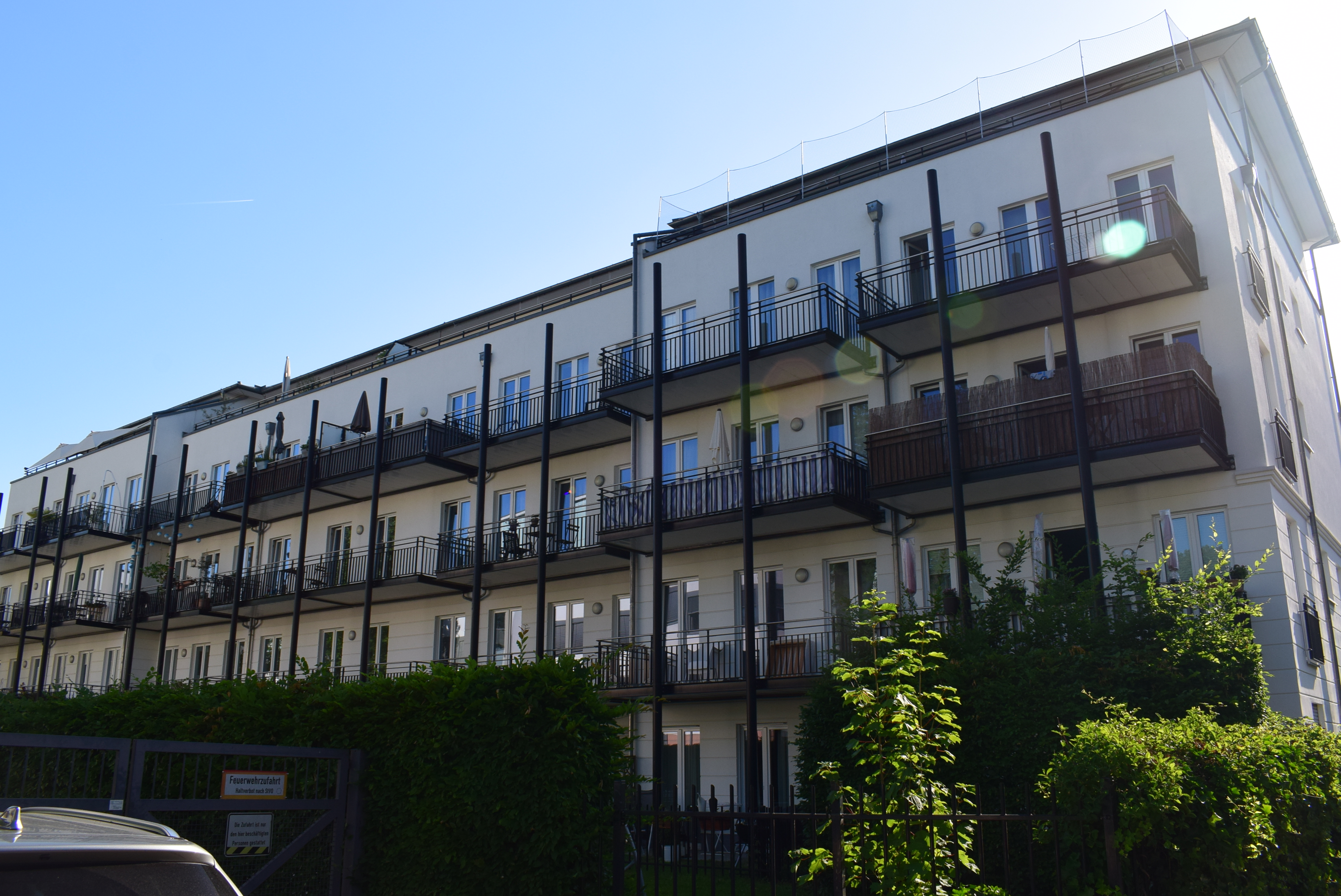
Henry und Emma Budge-Stiftung

Erster Sitz des „Henry und Emma Budge-Heims für alleinstehende alte Menschen“ war das Grünhof-Gelände im Frankfurter Stadtteil Westend. Das nach Plänen der  Architekten Mart Stam, Ferdinand Kramer, Werner Moser und Erika Habermann errichtete zweigeschossige Gebäude für 106 Bewohner mit seinen lichtdurchfluteten Räumen, zentralen Gemeinschaftsräumen und einer Terrasse an jedem Zimmer galt als Vorbild für viele Bauprojekte in der Altenpflege. Im Mai 1930 konnten dort die ersten Bewohner einziehen.
Nach der Machtübernahme der Nationalsozialisten in Deutschland 1933 begann gemäß der nationalsozialistischen Rassenideologie der Druck auf die jüdische Stiftung und auf ihre jüdischen Bewohner zu steigen. Im März 1939 waren die letzten jüdischen Bewohner aus dem Henry und Emma Budge-Heim vertrieben worden, das im gleichen Jahr in „Heim am Dornbusch“ umbenannt wurde. 1945 wurde das im Zweiten Weltkrieg bei den Luftangriffen auf Frankfurt am Main durch Fliegerbomben stark beschädigte Gebäude von der amerikanischen Armee beschlagnahmt und von den amerikanischen Militärbehörden bis 1995 als Zahnklinik genutzt. Heute befindet sich hier ein Altenpflegeheim in privater Trägerschaft.
Die Frankfurter Sozialverwaltung stellte nach dem Zweiten Weltkrieg fest, dass die 1941 erfolgte Auflösung der Stiftung nicht rechtmäßig war. Die Stiftung konnte daher materielle Wiedergutmachungsansprüche stellen, denen 1956 in einem Vergleich stattgegeben wurde.
Seit 1968 betreibt die Budge-Stiftung ein interreligiöses und interkulturelles Pflegeheim und einen Bereich Betreutes Wohnen in der Wilhelmshöher Straße im Stadtteil Seckbach. In der 2003 neu erbauten Wohnanlage befinden sich über 170 Ein- und Zweizimmerwohnungen. Alle Wohnungen sind behindertengerecht ausgestattet. Gemäß dem Vermächtnis der Stifter pflegt die Budge-Stiftung des Weiteren das Zusammenleben von Juden und Christen in Form ständiger Begegnungen und aktivem Miteinander.
Am 9. November 2011 wurde auf dem Stiftungsgelände eine Gedenkstätte für die 23 ehemaligen jüdischen Bewohner eingeweiht, die den nationalsozialistischen Terror nicht überlebt hatten. Sie waren nach ihrem Zwangsauszug aus dem Budge-Heim bis Ende März 1939 später ermordet oder in den Suizid getrieben worden. Die Gedenkstätte, deren Errichtung von aktuellen Bewohnern initiiert wurde, besteht in ihrem Kern aus 23 Basaltstelen und einer Stahltafel mit den Namen der 23 Opfer in lateinischer und hebräischer Schrift. In den Stahl eingearbeitet ist der Text „23 Namen von 6 Millionen Namen“ und der Nachsatz „Mögen ihre Seelen eingebunden sein in den Bund des Lebens“. Finanziert wurde die Gedenkstätte durch Spenden von Lieferanten und Dienstleistern der Budge-Stiftung, aber auch durch Spenden aus dem Kreis der Bewohnerschaft und der Mitarbeiterschaft sowie durch Eigenmittel der Stiftung.
Ein Dokumenten- und Medienarchiv zur Geschichte der Henry und Emma Budge-Stiftung konnte 2015 im Haus eröffnet werden. Im öffentlich zugänglichen Archiv werden Bücher zur Historie der Stifter und der Stiftung, Bild- und Tonträger, Zeitungsartikel, sowie Kopien von Dokumenten aus diversen Museen und Archiven aufbewahrt. Darüber hinaus enthält das Budge-Archiv viele Lebenserinnerungen und persönliche Gegenstände von ehemaligen und aktuellen Stiftungsbewohnern.
Das 100-jährige Jubiläum der Henry und Emma-Budge-Stiftung im Jahr 2020 war geprägt von vielen Programmänderungen und -ausfällen aufgrund der Corona-Pandemie. Der große Festakt zum Jubiläum im Römer (Frankfurt am Main) konnte zwar wie geplant stattfinden, allerdings ohne Publikum.  Zum Jubiläum erschien außerdem eine vom Historiker Volker Hütte verfasste 130-seitige Festschrift „100 Jahre Henry und Emma Budge-Stiftung in Frankfurt am Main 1920 bis 2020“.
Dem Vorstand der Henry und Emma Budge-Stiftung gehörten bekannte Persönlichkeiten wie der Historiker, Journalist, Schriftsteller und Verleger jüdischen Glaubens Paul Arnsberg (1899–1978) oder der Historiker Arno Lustiger (1924–2012) oder der langjährige Frankfurter Sozialdezernent und Stadtkämmerer Ernst Gerhardt (* 1921).